# Ophiorrhiza glaucorosea
Ophiorrhiza glaucorosea är en måreväxtart som beskrevs av Emmanuel Drake del Castillo. Ophiorrhiza glaucorosea ingår i släktet Ophiorrhiza och familjen måreväxter.
Artens utbredningsområde är Vietnam. Inga underarter finns listade i Catalogue of Life.